# Roxana Camargo
Roxana Camargo Fernández (Oruro, Bolivia, 2 de agosto de 1977) es una política, odontóloga y ejecutiva boliviana. Desempeñó el cargo de senadora en la Asamblea Legislativa Plurinacional de Bolivia representando al Departamento de Oruro en la legislatura 2010-2015; durante el segundo gobierno del presidente Evo Morales Ayma.

## Biografía
Roxana Camargo nació en el Departamento de Oruro, Bolivia el 2 de agosto de 1977. Es una política y ejecutiva. hizo sus estudios Universidad Nacional Siglo XX egresando como licenciada en Cirujano Dentista en 2003, años después obtuvo el título de técnico superior en Mecánica Dental. Fue también secretaria ejecutiva de la Federación Departamental de Mujeres Campesinas Originarias de Oruro – Bartolina Sisa.
En 2010 fue elegida senadora de Bolivia por el partido del Movimiento al Socialismo (M.A.S - I.P.S.P) representando al Departamento de Oruro en la Asamblea Legislativa Plurinacional de Bolivia.